# Castelo de Blarney
O Castelo de Blarney é uma fortificação medieval localizada em Blarney, a oito quilômetros da cidade de Cork, no condado de mesmo nome, na República da Irlanda.

## História

### Antecedentes
Próximo ao rio Martin, este castelo medieval é anterior a 1200, tendo sido arrasado em 1446.

### A atual estrutura
Após a sua destruição, foi subsequentemente reconstruído por Dermot McCarthy, rei de Munster.
Atualmente em ruínas, restaram-nos algumas salas e muralhas. Nos jardins do castelo podem ser encontradas árvores e pedras muito antigas, cuja lenda local remonta a origem druídica.

## Pedra da Eloquência
O monumento é famoso por uma pedra que, conforme a tradição local assegura, confere o dom da eloquência a todo aquele que a beija. Sua lenda é, que um homem encontrou uma donzela nas águas perto do castelo pois ela disse ao homem que se beijasse a pedra teria o dom da Eloquência, pois diz a lenda que teria sido uma bruxa se passando por uma mulher comum. É conhecida como Pedra da Eloquência ou Pedra de Blarney.
O termo "blarney" (lisonja, adulação) foi introduzida na língua inglesa pela rainha Elizabeth I da Inglaterra, significando uma conversa camponesa, entendida como ilusória, enganadora, sem ser ofensiva.
A pedra em questão encontra-se no topo da parede fronteira sob uma ameia e, para beijá-la, o visitante tem que inclinar-se para trás, segurando-se em um corrimão de aço, a partir do adarve.